# Three Rivers (Oregon)
Three Rivers – jednostka osadnicza w Stanach Zjednoczonych, w stanie Oregon, w hrabstwie Deschutes.